# Lagoa Marovo

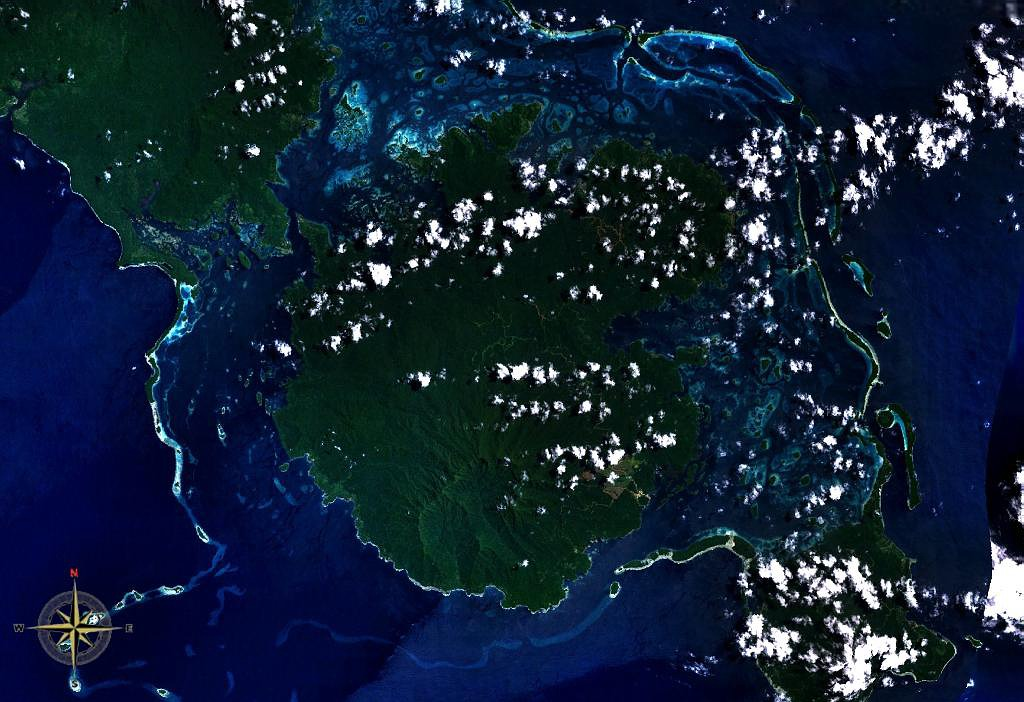

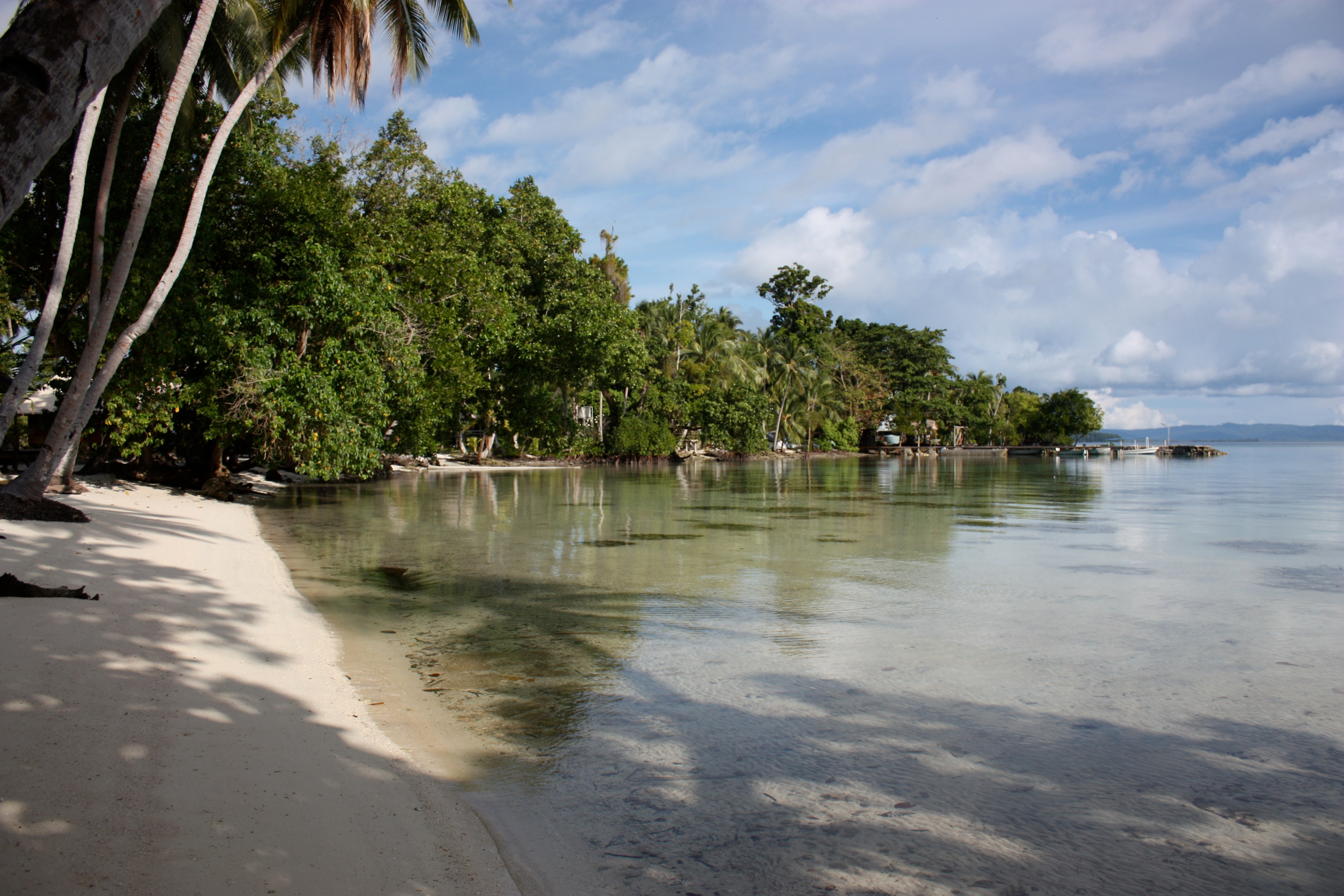

Lagoa Marovo é a maior lagoa de água salgada do mundo e fica localizada nas Ilhas Salomão. A lagoa possui uma alta diversidade de corais e peixes, tornando-se um destino obrigatório para mergulhadores. Abrange cerca de setecentos quilômetros quadrados e é protegida por uma dupla barreira de recifes. Embora ocupam zero vírgula um por cento dos oceanos do planeta, as barreiras podem abrigar até vinte e cinco por cento das espécies marinhas existentes.
A lagoa faz parte do complexo Marovo-Tetepare, que está na lista de localidades das Ilhas Salomão propostos para a declaração de Patrimônio da Humanidade pela UNESCO. Foram confirmados na lagoa os avistamentos do golfinho-nariz-de-garrafa do Indo-Pacífico (Tursiops aduncus). Há ilhas na lagoa Marovo e ao menos habita cerca de doze mil pessoas em cinquenta localidades. Falam a língua marovo e têm uma economia de subsistência na qual a pesca desempenha um papel importante.